# Ōmori Sōgen
 (juillet 2015).
Le contenu est difficilement compréhensible vu les erreurs de traduction, qui sont peut-être dues à l'utilisation d'un logiciel de traduction automatique.
Rōshi
Seki Seisetsu
Ōmori Sōgen (大森曹玄, 1904-1994) était un rōshi rinzai japonais. Il faisait partie de la lignée des rinzai zen du temple Tenryū-ji, était professeur de Kashima Shinden Jikishinkage-ryū, maître d'armes et calligraphe à l'école Taishi de Yamaoka Tesshū. Il est devenu célèbre pour son approche singulière de la pratique zen : il a réussi à combiner son art martial et l'art graphique avec les méthodes traditionnelles.
Auteur de plus de vingt ouvrages en japonais, Ōmori a fondé le monastère Seitai-ji au Japon et celui de Daihonzan Chozen-ji à Honolulu (Hawaï), le premier temple Rinzai, qui servait de quartier général, établi hors du Japon. Il était également président de l'Université Hanazono, l'université Rinzai de Kyoto (Japon).
De plus, Ōmori était connu pour son militantisme en faveur de l'expansionnisme japonais et pour son influence dans les cercles gouvernementaux avant les événements de la Seconde Guerre mondiale.
Les disciples et les descendants d'Ōmori agissent au Japon mais aussi à l'Ouest. Aux États-Unis, avec l'aide du Chozen-ji, le temple Daiyuzen-ji a été construit à Chicago, et celui appelé Korin-ji a lui été érigé près de Madison, dans le Wisconsin. En outre, il existe en Allemagne et en Autriche des groupes actifs lié à Gensō Sasaki et à Hozumi Genshō.

## Disciples importants
- Hosokawa Dogen Roshi
- Hozumi Gensho Roshi
- Tanouye Tenshin Roshi
- Sasaki Gensō Roshi
- Katsujō Terayama